# Tragano
Tragano (in greco Τραγανό?) è un ex comune della Grecia nella periferia della Grecia Occidentale (unità periferica dell'Elide) con 3.361 abitanti secondo i dati del censimento 2001.
È stato soppresso a seguito della riforma amministrativa, detta Programma Callicrate, in vigore dal gennaio 2011 ed è ora compreso nel comune di Pineios.

## Località
Tragano è suddiviso nelle seguenti comunità (i nomi dei villaggi tra parentesi):
- Tragano (Tragano, Markopoulo, Olga, Pigadi)
- Agia Mavra
- Simiza